# Droga wojewódzka 423
Die Droga wojewódzka 423 (DW 423) ist eine 44 Kilometer lange Droga wojewódzka (Woiwodschaftsstraße) in der polnischen Woiwodschaft Opole, die Opole mit Kędzierzyn-Koźle verbindet. Die Straße liegt im Powiat Opolski, dem Powiat Krapkowicki und dem Powiat Kędzierzyńsko-Kozielski.

## Straßenverlauf
Woiwodschaft Opole, Powiat Opolski
- Opole (Oppeln) (DK 94)

Woiwodschaft Opole, Powiat Krapkowicki
- Oderwanz (Oderwanz) (DW 424)
- Gogolin (Gogolin) (DW 424, DW 409)

Woiwodschaft Opole, Powiat Kędzierzyńsko-Kozielski
- Kędzierzyn-Koźle (Kandrzin-Cosel) (DK 424, DK 40)